# Cercle des femmes peintres
Der Cercle des femmes peintres war ein Verband der belgischen bildenden Künstlerinnen, der 1888 in Brüssel gegründet wurde.
Vorbild für diese Künstlervereinigung war die französische Union des femmes et peintres sculpteurs.

## Geschichte
Ziel war die Schaffung einer gemeinsamen Plattform für Malerinnen in Belgien, die Organisation von Ausstellungen und damit die Verbreitung der Kunstwerke der Mitglieder in der Öffentlichkeit. Zu den Gründungsmitgliedern gehörten Berthe Art, Marie de Bièvre, Louise de Hem, Marguerite Dielman, Marie Heyermans, Alice Ronner, Rosa Venneman, Marguerite Verboeckhoven und Emma Verwee. Den Cercle unterstützen viele Mäzeninnen und Ehrenmitglieder, wie Virginie Somzée als Präsidentin, Eugenie Beauvois als Vize-Präsidentin, Mary Gasparoli als Sekretärin sowie H. d'Espiennes, Marie und Henriette de Villermont, Berthe van Tilt sowie Jenny Hemptine. Weitere Künstlerinnen, unten ihnen Jeanne Andrighetti, Alix d'Anethan, Mathilde Dupré l 'Esprit, Mary Gasparilla, Pauline Jamar, Rosa Leigh und Henriëtte Ronner-Knip waren ebenfalls Mitglieder im Cercle.
Die Vereinigung organisierte vier Gruppenausstellungen – in den Jahren 1888, 1890, 1891 und 1893 – in Brüssel.
Einen besonderen thematischen Schwerpunkt bildeten bei den Ausstellungen die Stillleben. Die Künstlervereinigung ermöglichte neben den professionellen Künstlerinnen auch den zahlreichen Amateurmalerinnen eine Teilnahme an den Kunstausstellungen.
Nach 1893 stellte die Künstlervereinigung ihre Aktivitäten ein.